# Tom Clancy's Splinter Cell: Chaos Theory
Tom Clancy's Splinter Cell: Chaos Theory è un videogioco di genere stealth sviluppato da Ubisoft Montreal e distribuito dalla Ubisoft nel 2005, e rappresenta il terzo episodio della serie Splinter Cell ideata da Tom Clancy.
Chaos Theory presenta un ritorno al primo capitolo della serie con la guerra informatica, con Fisher sulle tracce degli algoritmi di Masse usati dal presidente georgiano Kombayn Nikoladze per attaccare le infrastrutture statunitensi. Il gioco è ambientato per la maggior parte in Giappone, Corea del Nord e Corea del Sud.
In merito al suo motore fisico, al comparto grafico/sonoro innovativo e realistico (in particolare nelle versioni Xbox e PC) e al gameplay profondo, originale e coinvolgente, viene generalmente considerato dalla critica e dall'utenza come il capolavoro della serie e uno dei migliori videogiochi mai realizzati.

## Trama
Asia orientale, anno 2007: la tensione serpeggia fra Cina, Corea del Nord e Giappone, dopo che quest'ultimo, senza preavviso, dà vita all'I-SDF (Information Self Defense Force), un ente affiliato ai servizi segreti. Per cinesi e nordcoreani questa è una violazione della costituzione post-bellica, sufficiente a ritenere necessaria la statuizione di un blocco navale nel Mar Giallo. In ottica geopolitica, il Giappone e l'I-SDF godono del sostegno degli Stati Uniti e Third Echelon: ciò spinge Washington ad inviare la nave corazzata USS Clarence E. Walsh, al fine di calmare le acque e frenare i due paesi comunisti.
Intanto, l'agente Sam Fisher viene inviato in Perù a localizzare Bruce Morgenholt, geniale programmatore rapito, che lavorava per la decifrazione degli algoritmi di Phillip Masse, assassinato nel 2004 proprio da Fisher, dopo la Crisi informatica georgiana. Gli studi di Morgenholt lo portano alla costruzione di una super arma informatica, le cui informazioni sul funzionamento, se cadute in mani sbagliate, potrebbero avere conseguenze catastrofiche. Per questi motivi, Fisher viene incaricato di trarlo in salvo. Morgenholt viene torturato a morte dai suoi sequestratori, e l'agente arriva troppo tardi per salvarlo. Nel corso delle indagini da lui compiute nella base dei guerriglieri rapitori, scopre che Bruce Morgenholt era stato catturato da un gruppo separatista peruviano chiamato "Voce del Popolo", comandato da Hugo Lacerda, attualmente fuggito su una nave che navigava nel Pacifico chiamata Maria Narcissa. Sam si infiltra a bordo dell'imbarcazione per assassinare Lacerda e impedire che a sua volta diffonda le informazioni che Morgenholt gli ha rivelato, ma è troppo tardi: gli algoritmi sono già stati resi noti e venduti a terzi sconosciuti, che li utilizzano per provocare un black out in tutto il Giappone e a New York. I nipponici erano stato già attaccati in modo analogo in precedenza, e l'ammiraglio Toshiro Otomo, dell'I-SDF, contatta pertanto Third Echelon al fine di comunicare che è molto plausibile ritenere responsabili di tali azioni Cina e Nord Corea.
Sam, dopo aver fatto ritorno da Panama affinché investigasse sul presunto legame tra un'importante banca della capitale centro-americana e l'organizzazione paramilitare di Lacerda, viene mandato a New York per indagare su Abrahim Zherkhezi, un altro dei programmatori che ha lavorato con Morgenholt. Scopre che Zherkhezi è protetto dalla Displace International, una già nota società militare privata di proprietà del suo vecchio amico Douglas Shetland. Fisher si intrufola quindi negli uffici di Displace e apprende che l'azienda ha assunto Milan Nedich per la protezione di Zherkhezi, un fornitore di armi e un criminale di guerra bosniaco il quale ha segretamente trasferito Zherkhezi a Hokkaidō. Sam si infiltra nella villa sull'isola giapponese, uccide Nedich e assiste all'omicidio di Zherkhezi per mano di Douglas Shetland, che tuttavia riesce a fuggire.
Il 4 luglio 2007, la USS Clarence E. Walsh, posta come detto a presidio delle coste giapponesi in una situazione diplomatica divenuta assolutamente instabile, viene distrutta da un missile nordcoreano. Tale atto è inevitabilmente inteso come dichiarazione di guerra dalla Corea del Sud e dagli USA. Sin dall'inizio, però, la Corea del Nord dichiara di non aver lanciato il missile intenzionalmente, e Third Echelon ipotizza che tutto ciò sia stato causato da un attacco informatico. Fisher viene quindi mandato nella batteria missilistica responsabile del lancio nella penisola per investigare e verificare se la Corea del Nord è effettivamente coinvolta nell'attacco alla Walsh o se è opera degli algoritmi di Masse. Durante la missione, Fisher scopre che la Corea del Nord non stava mentendo e che l'attacco missilistico era dunque stato provocato dagli algoritmi di Masse. Nonostante tale importante scoperta, la situazione è ormai irrimediabilmente compromessa: la Corea del Nord ha iniziato l'invasione della Corea del Sud, assediandone la capitale Seul.
Fisher viene mandato a Seoul per controllare uno snodo di comunicazione per cui è passato l'attacco informatico, compito difficile per via delle forze nordcoreane presenti in massa. Compiute le dovute verifiche, Third Echelon si rende conto che tutti gli attacchi informatici sono stati in realtà organizzati da Displace International, la quale impiega gli algoritmi di Masse per comandare a distanza i missili nordcoreani nella speranza di far proseguire una guerra che aumenterebbe esponenzialmente i propri profitti. A complicare di più le cose, l'aereo EA-6B Prowler che riceve e ritrasmette i dati a Third Echelon viene abbattuto durante il volo sulla città, prima di aver cancellato i dati immagazzinati. Lambert è costretto a mandare subito Fisher a localizzare l'aereo, per guidare un bombardamento di precisione che lo distruggerà.
Third Echelon decide di inviare Sam Fisher a Tokyo per spiare l'incontro tra Shetland e i suoi complici, al momento sconosciuti. Questi si rivelano con grande sorpresa essere membri dell'I-SDF. Nel corso della riunione, l'I-SDF litiga con Shetland e ne nasce uno scontro a fuoco tra i soldati di Displace e le truppe d'assalto dell'I-SDF. Incurante del caos, Fisher riesce comunque ad inseguire Shetland. Dopo un tesissimo faccia a faccia tra i due in cui si discorre della loro amicizia e della dubbia stabilità statunitense, Fisher uccide Shetland. Il giocatore ha qui la possibilità di scegliere se sparare o meno a Douglas. A prescindere dalla decisione operata, l'esito non muterà e porterà alla morte dell'avversario: se Fisher non dovesse sparare ma rinfoderare l'arma, Shetland estrarrebbe la sua, ma verrà prontamente disarmato e pugnalato da Sam.
Dopo la morte di Shetland, Third Echelon fornisce a Sam Fisher gli strumenti necessari per infiltrarsi nella base subacquea dell'I-SDF per verificare l'implicazione del governo giapponese, qui si scoprono l'estraneità del governo alle azioni di Otomo e i suoi intenti pro-impero ed espansionistici.
Egli stesso ha acquisito una copia degli algoritmi di Masse da Displace per riportare il Giappone al dominio imperiale e ora minaccia di utilizzare gli algoritmi per lanciare un missile nordcoreano contro una città giapponese con l'intento di rendere il conflitto alla stregua di una terza guerra mondiale. Fisher si infiltra nei livelli più bassi della sede e riesce a fermare i piani di Otomo , facendo saltare i suoi server. Quest'ultimo, quando intravede Sam davanti alla sua porta, capendo di essere ormai in trappola, esegue il suicidio rituale del seppuku. La situazione appare critica, ma Fisher riesce a salvarlo in modo che possa testimoniare davanti alle Nazioni Unite, prendendosi la piena responsabilità per l'intera crisi coreana e impedendo così che il Giappone, e con esso il mondo intero, potesse sprofondare nel baratro della terza guerra mondiale.
Nel finale, il presidente USA ringrazia le forze armate e lancia un velato ringraziamento anche a Third Echelon, ringraziando "tutti coloro che agiscono nell'ombra per la libertà di tutti".

## Modalità di gioco
Chaos Theory segna una rivoluzione per la saga, sia per vari cambiamenti estetici sia in termini di gameplay vero e proprio. Seguono alcune innovazioni rispetto ai precedenti giochi della serie:
- In aggiunta alla barra della luminosità c'è anche quella sonora, la quale segnala i rumori emessi da Fisher e il rumore ambientale, su cui il giocatore può basarsi per capire quando può essere udito dai nemici e quando no;

- Al termine di ogni missione appare un sommario con un punteggio finale che viene calcolato sulla base del numero di volte in cui si viene scoperti, del numero di civili e nemici uccisi o meno, dal tempo impiegato per compierla, ecc.; questa aggiunta, non esistente nei due capitoli precedenti, richiede per ottenere il massimo del punteggio che il giocatore non uccida nessun ostile e completi ogni obiettivo.

- L'intelligenza artificiale dei nemici è più realistica e temibile, che ora agiranno con maggiore consapevolezza: saranno infatti in grado di notare i cambiamenti ambientali (quali ad esempio luci accese o spente, telecamere non funzionanti, porte lasciate aperte e sistemi sabotati), di notare l'ombra proiettata da Sam e di individuarlo attraverso il riflesso negli specchi, si insospettiranno in caso di mancata risposta da parte degli alleati e avanzeranno nelle zone buie spesso premuniti di torce o bengala;

- Sono presenti vari livelli di allarme che si attivano facendosi scoprire varie volte, ma a differenza dei precedenti episodi, raggiungere il limite di allarmi consentito non implica il game over, ma un aumento progressivo delle difese che i nemici utilizzeranno contro il giocatore e una riduzione del punteggio finale: con il primo livello di allarme, i nemici saranno più accorti a rumori e segnali della presenza di Fisher; al secondo allarme, i nemici indosseranno il giubbotto antiproiettile; al terzo, i nemici indosseranno giubbotto ed elmetto; con il quarto allarme, i nemici costruiranno delle linee difensive e si metteranno alla ricerca attiva di Fisher: le missioni secondarie e opzionali non potranno più essere eseguite, comportando così un ulteriore abbassamento della percentuale di furtività e, conseguentemente, del punteggio finale;

- È stata aggiunta la possibilità di eseguire attacchi corpo a corpo letali con un coltello oltre ai soliti non letali. Diversamente dai precedenti episodi, Fisher adopererà il coltello (anziché la pistola) per minacciare un nemico afferrato durante un interrogatorio. Il coltello può altresì essere adoperato per altri scopi, come tagliare i tessuti, rompere le serrature delle porte o forare il serbatoio dei generatori (in modo che i nemici non li riaccendano);

- Sam dispone di nuove animazioni e mosse d'attacco, tra cui la possibilità di trascinare i nemici per annegarli mentre si trova in acqua (presente solo nelle versioni PS2, PS3 e GameCube), afferrarli mentre è appeso a una sporgenza o mentre si trova aggrappato ad una tubatura o a una trave. Mentre nei precedenti episodi attaccare frontalmente col corpo a corpo generalmente costringeva a colpire il nemico due volte, Sam è in grado di neutralizzare o uccidere il suo avversario con un solo colpo in qualsiasi direzione si trova dal nemico, indipendentemente dal fatto che quest'ultimo sia o meno a conoscenza della sua presenza;

- A differenza dei precedenti episodi, molti dei civili che si incontrano nel gioco possono essere eliminati senza che ciò implichi la cessazione della missione. In compenso, le statistiche saranno fortemente abbassate;

- Il fucile SC-20K può essere modificato, oltre che con i classici moduli impugnatura anteriore e lanciatore di oggetti, con un modulo Doppietta (che aggiunge una sottocanna che gli dà la funzione di fucile a pompa) o con un modulo di precisione (che lo trasforma invece in un fucile di precisione di grosso calibro, dotato di un grande zoom). Tuttavia, entrambi questi moduli sono sprovvisti di un silenziatore e, come conseguenza, il loro utilizzo comporta il raggiungimento del livello massimo del rumore;

- È stato introdotto l'OCP (montato insieme alla pistola): questo strumento permette di disabilitare temporaneamente la maggior parte dei sistemi elettronici come luci, computer, tv, radio e telecamere (queste ultime, a differenza dei precedenti capitoli, non possono essere distrutte), così da creare percorsi d'ombra o semplicemente attirare/distrarre i nemici. Sistemi o luci schermati sono del tutto immuni. Nel multiplayer, sortirà un effetto differente: anziché disturbare il dispositivo elettronico per un tot di tempo, occorrerà necessariamente un'alternanza dei due giocatori, i quali dovranno sapere sfruttare al meglio la collaborazione;

- È presente un nuovo visore denominato Visore magnetico, con cui è possibile vedere in risalto i sistemi elettronici disattivabili con l'OCP o manomissibili con l'EEV;

- Alcuni computer necessitano una procedura di sabotaggio (particolarmente elaborata) per poter sbloccare funzioni altrimenti inutilizzabili;

- Il binocolo EEV, presente nei precedenti episodi, è stato modificato rendendolo in grado di sabotare computer e sistemi difensivi in remoto, dovendo però agire in condizioni di maggiore difficoltà. Inoltre, il vecchio microfono laser è ora integrato col binocolo stesso;

- I moduli-memoria che si potevano trovare nei precedenti capitoli sono stati eliminati. Al loro posto sono state invece inserite delle mail di servizio, rinvenibili nella maggior parte dei computer.

### Co-Op
È stata inserita per la prima volta nella serie la possibilità di giocare in schermo condiviso. I due giocatori saranno impegnati in una serie di missioni più o meno legate alla trama principale (ovvero la storia di Fisher) in cinque differenti località: Panama city, Seul, bunker chimico in Corea del Nord, stazione di treni in USA e New York.

## Pubblicazione
L'uscita del gioco era inizialmente prevista per il 2004: in seguito, è stata spostata nel 2005, in data 22 marzo. Oltre alle versioni per Xbox, PlayStation 2, Game Cube e PC, esistono versioni per Nintendo DS e Nokia N-Gage. Ovviamente il livello di definizione e di gameplay in generale è difficilmente comparabile con le console fisse. Era stato inoltre previsto il lancio di una versione per Game Boy Advance, mai però ultimata.
Il gioco non è uscito in Corea del Sud per via delle scene di guerriglia urbana ricreate tra i quartieri di Seul.

## Doppiaggio
| Personaggio           | Voce italiana         |
| --------------------- | --------------------- |
| Sam Fisher            | Luca Ward             |
| Irving Lambert        | Riccardo Rovatti      |
| Grimsdottir           | Mara Vapori           |
| Morris Odell          | Renzo Ferrini         |
| Douglas Shetland      | Dario Oppido          |
| William Redding       | Alessandro Pilloni    |
| Hugo Lacerda          | Massimo Malucelli     |
| Mason                 | Walter Fuochi         |
| Milan Nedich          | Alessandro Morselli   |
| Amm. Toshiro Otomo    | Massimo Antonio Rossi |
| Cap. Arthur Partridge | Dario Oppido          |
| Tommy the Turtle      | Antonio Maria Magro   |
| Abrahim Zherkhezi     | Alessandro Mei        |
| Long Dan              | Massimo Malucelli     |

La localizzazione italiana del gioco è stata diretta dalla Orange Studio, a Bologna.

## Colonna sonora
La colonna sonora è stata composta da Amon Tobin e Jesper Kyd.
1. The Lighthouse – 5:05
2. Ruthless – 5:15
3. Theme From Battery – 4:26
4. Kokubo Sosho Stealth – 3:26
5. El Cargo – 4:24
6. Displaced – 6:58
7. Ruthless (Reprise) – 4:27
8. Kokubo Sosho Battle – 4:16
9. Hokkaido – 3:01
10. The Clean Up – 7:00

## Accoglienza
| Testata                           | Versione | Giudizio |
| --------------------------------- | -------- | -------- |
| GameRankings (media al 9-12-2019) | Xbox     | 94%      |
| GameRankings (media al 9-12-2019) | PC       | 91%      |
| GameRankings (media al 9-12-2019) | PS2      | 89%      |
| GameRankings (media al 9-12-2019) | Mobile   | 87%      |
| GameRankings (media al 9-12-2019) | NGE      | 86%      |
| GameRankings (media al 9-12-2019) | GC       | 81%      |
| GameRankings (media al 9-12-2019) | 3DS      | 54%      |
| GameRankings (media al 9-12-2019) | DS       | 51%      |
| Metacritic (media al 8-5-2008)    | Xbox     | 94/100   |
| Metacritic (media al 8-5-2008)    | PC       | 92/100   |
| Metacritic (media al 8-5-2008)    | PS2      | 87/100   |
| Metacritic (media al 8-5-2008)    | NGE      | 85/100   |
| Metacritic (media al 8-5-2008)    | GC       | 81/100   |
| Metacritic (media al 8-5-2008)    | 3DS      | 53/100   |
| Metacritic (media al 8-5-2008)    | DS       | 50/100   |
| Electronic Gaming Monthly         | Xbox     | 9,5/10   |
| Electronic Gaming Monthly         | DS       | 3.83/10  |
| Eurogamer                         | PC       | 8/10     |
| Eurogamer                         | DS       | 5/10     |
| Eurogamer                         | 3DS      | 4/10     |
| Game Informer                     | -        | 9.75/10  |
| Game Informer                     | PS2      | 9.25/10  |
| Game Informer                     | 3DS      | 5/10     |
| Game Revolution                   | -        | A−       |
| Game Revolution                   | PS2 & GC | B        |
| Game Revolution                   | 3DS      | D        |
| Game Revolution                   | DS       | D−       |
| GamePro                           | Xbox     | 4,5/5    |
| GamePro                           | 3DS      | 4/5      |
| GameSpot                          | -        | 8,6/10   |
| GameSpot                          | PS2      | 7.1/10   |
| GameSpot                          | GC       | 6.7/10   |
| GameSpot                          | DS       | 5.6/10   |
| GameSpot                          | 3DS      | 5.5/10   |
| GameSpy                           | -        | 5/5      |
| GameSpy                           | PC & NGE | 4,5/5    |
| GameSpy                           | GC       | 3,5/5    |
| GameSpy                           | DS       | 2,5/5    |
| GameTrailers                      | -        | 9,5/10   |
| GameZone                          | Xbox     | 9,7/10   |
| GameZone                          | PC       | 9.1/10   |
| GameZone                          | NGE      | 9/10     |
| GameZone                          | PS2      | 8.9/10   |
| GameZone                          | GC       | 8.7/10   |
| IGN                               | -        | 9,6/10   |
| IGN                               | NGE      | 8.8/10   |
| IGN                               | GC       | 8.5/10   |
| IGN                               | PS2      | 8.4/10   |
| IGN                               | 3DS      | 6.5/10   |
| IGN                               | DS       | 6/10     |
| Nintendo Power                    | GC       | 4,1/5    |
| Nintendo Power                    | DS       | 8/10     |
| Nintendo Power                    | 3DS      | 5.5/10   |
| OPM (USA)                         | -        | 5/5      |
| OXM                               | -        | 9,9/10   |
| PC Gamer                          | -        | 91%      |
| Detroit Free Pass                 | -        | 3/4      |
| The Sydney Morning Herald         | Xbox     | 5/5      |
| The Sydney Morning Herald         | DS       | 2,5/5    |

La rivista Play Generation ha assegnato alla versione per PlayStation 2 un punteggio di 88/100, sentenziando che mentre gli ultimi stealth erano piuttosto monotoni, Chaos Theory riusciva a sorprendere dopo molti anni. Unici nèi i caricamenti tediosi e i controlli poco intuitivi. Lo stesso recensore trovò l'edizione per la console Sony meno pulita graficamente rispetto a quelle per Xbox e PC, nonostante le ambientazioni ridotte a livello dimensionale.

### Riconoscimenti
| Anno | Premio                                           | Categoria                        | Nota   |
| ---- | ------------------------------------------------ | -------------------------------- | ------ |
| 2004 | Game Critics Awards                              | Miglior Gioco per PC             | [ 76 ] |
| 2004 | Game Critics Awards                              | Miglior Gioco d'Azione/Avventura | [ 76 ] |
| 2004 | Game Critics Awards                              | Encomio Speciale per la Grafica  | [ 76 ] |
| 2005 | Game Informer "Top 50 Games of 2005"             |                                  |        |
| 2005 | Official Xbox Magazine: #1 Xbox Game of the Year |                                  |        |
| 2005 | IGN Editors' Choice Award                        |                                  | [ 77 ] |